# Farnaka
Farnaka (elam. Parnaka, griech. Pharnakas) war von 505 v. Chr. bis 497 v. Chr. eine Art oberster Verwaltungsbeamter des Perserreichs.
Farnaka war von 505 v. Chr. bis 497 v. Chr. Leiter des Verwaltungs- und Wirtschaftssystems in Persepolis. Sein Aufgabenbereich umfasste die Ausfertigung von Anweisungen für Beamte, Kontrolle von Abgaben und Austeilungen von Gütern, sowie die Haushaltsführung des Großkönigs. Sein Stellvertreter war Čiçavahuš.